# Nürnberger Stil

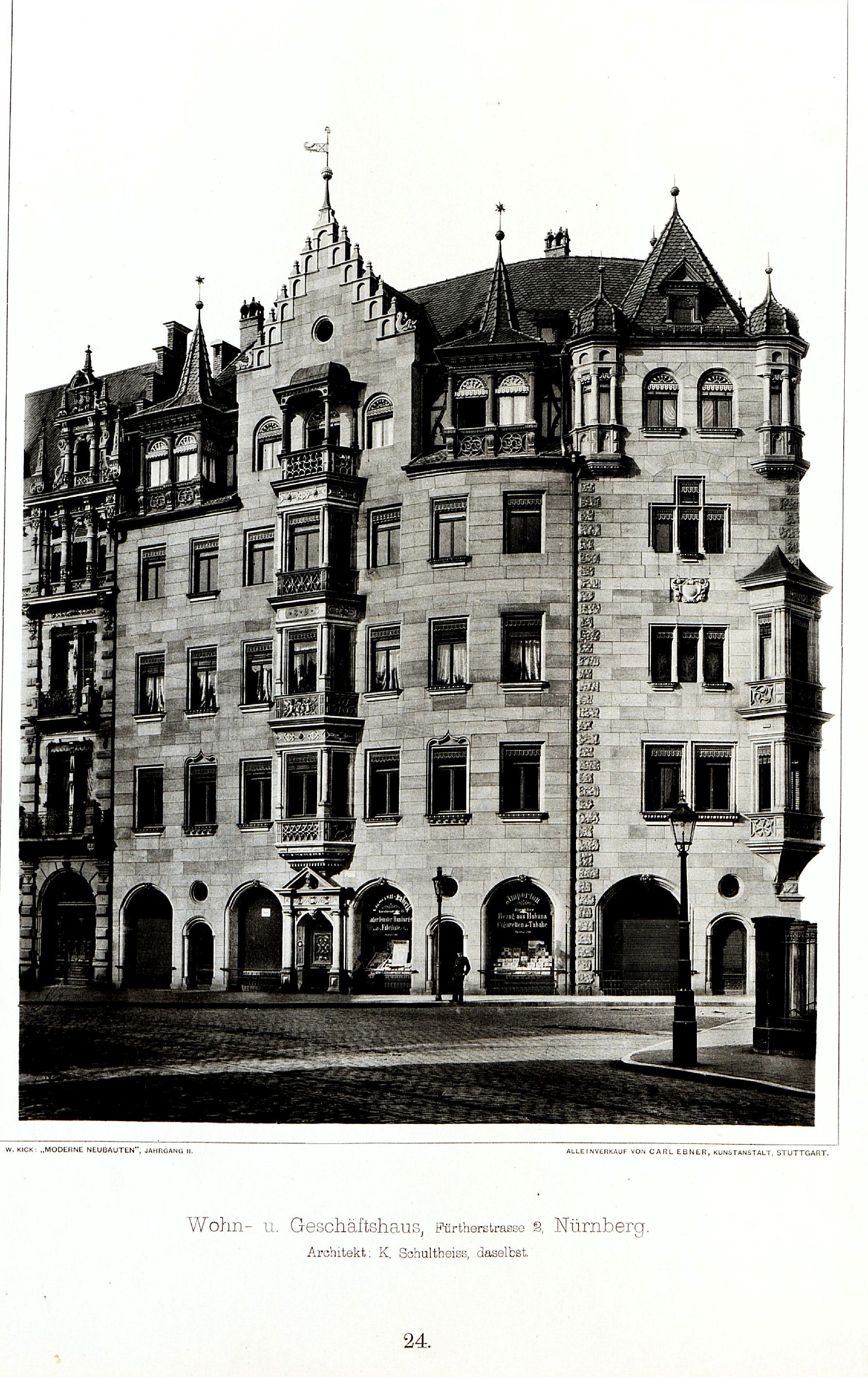
Hansa-Haus (Fürtherstraße 2, Architekt K. Schultheiss), 1898

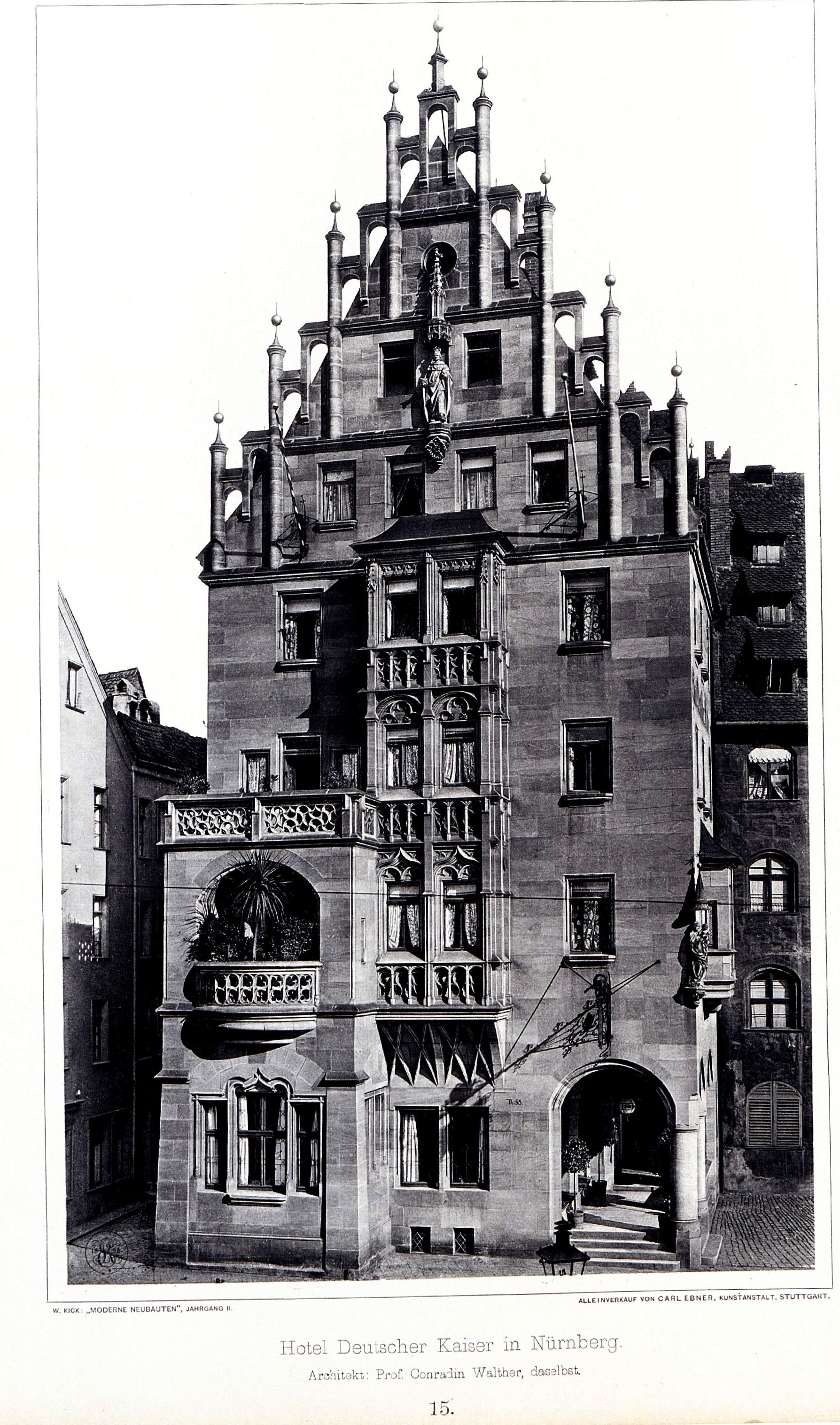
Hotel Deutscher Kaiser

Mit Nürnberger Stil wird eine regionale Stilausprägung innerhalb des Historismus bezeichnet. Es handelt sich um eine auf die historische Nürnberger Bautradition abstellende lokale Interpretation der Neugotik und Neurenaissance der 1880er und 1890er Jahre. Der Stil fand über das Stadtgebiet hinaus Anwendung.
Die Nürnberger Bautradition wurde in Teilen auch beim stark vereinfachten Wiederaufbau nach den Zerstörungen im Zweiten Weltkrieg wieder aufgenommen, angefangen mit dem städtebaulichen Entwurf von 1948 der Architekten Heinz Schmeißner und Wilhelm Schlegtendal.

## Geschichte
Nürnberg verzeichnete im letzten Viertel des 19. Jahrhunderts, vor allem ab 1880, ein durch die Industrialisierung verursachtes und durch die Entwicklung als Verkehrsknoten begünstigtes schnelles und teils ungeordnetes Wachstum. Die Bevölkerung der Stadt zählte 1880 noch unter 100.000 Menschen und verdreifachte sich dann bis 1905. Die damit einhergehende starke Bautätigkeit und insbesondere die Verdichtung der Altstadt durch Abbruch historischer Gebäude für mehrgeschossige Ersatzbauten nährte die Befürchtung, dass die Stadt sich nachhaltig verändern und ihr historisches Gesicht verlieren würde. Vor diesem Hintergrund entstanden eine romantisierende Gegenbewegung und eine theoretische Stildiskussion, die für eine Erneuerung der Nürnberger Bautradition im Geiste der Gotik und Hochrenaissance eintrat und die Verwendung der historischen Formsprache einforderte. Von Bedeutung war auch das wiedererstarkte nationale Selbstbewusstsein nach dem Sieg im Deutsch-Französischen Krieg und der Gründung des zweiten Deutschen Kaiserreichs. Nicht zuletzt war der Nürnberger Stil auch der bauliche Ausdruck des Wunsches der 1806 unter bayerische Landeshoheit gefallenen Stadt – in kultureller Abgrenzung vom bayerischen Königreich – an die eigene alte reichsstädtische Tradition anzuknüpfen, an die vergangene „goldene Epoche“ der Stadt in der Dürerzeit, als Nürnberg seinen kulturellen und wirtschaftlichen Höhepunkt erreicht hatte. Die malerischen Formen, die diese Strömung hervorbrachte, erfüllten die emotionalen Bedürfnisse des Bürgertums, das diesen Ideen nachhing. Es sollten Bauten realisiert werden, „deren Formen gleichermaßen aus baukünstlerischen wie stadtbildpflegerischen Erwägungen in strengere Anlehnung an Bauten der Vergangenheit gebracht waren.“ Infolgedessen bildete sich 1892 ein „aus Künstlern und lokalen Kunstpolitikern bestehender Baukunstausschuß“ der „darüber (...) wachte, daß Neubauten den historischen Charakter der Altstadt nicht besonders beeinträchtigten“. Die Protagonisten des Nürnberger Stils wollten nicht eine historisierende Dekoration der Neubauten, sondern ein Aufgreifen, Anknüpfen und Weiterentwickeln der überlieferten Bautradition. Die meisten Bauwerke des Nürnberger Stils entstanden bis 1900. Ab 1905 wurde er von Neurenaissance, Neubarock und Jugendstil verdrängt. Danach entstanden bis zum Ersten Weltkrieg nur noch vereinzelte Bauten, vor allem privater Bauherren, mit Anklängen an den Nürnberger Stil.

## Stilelemente

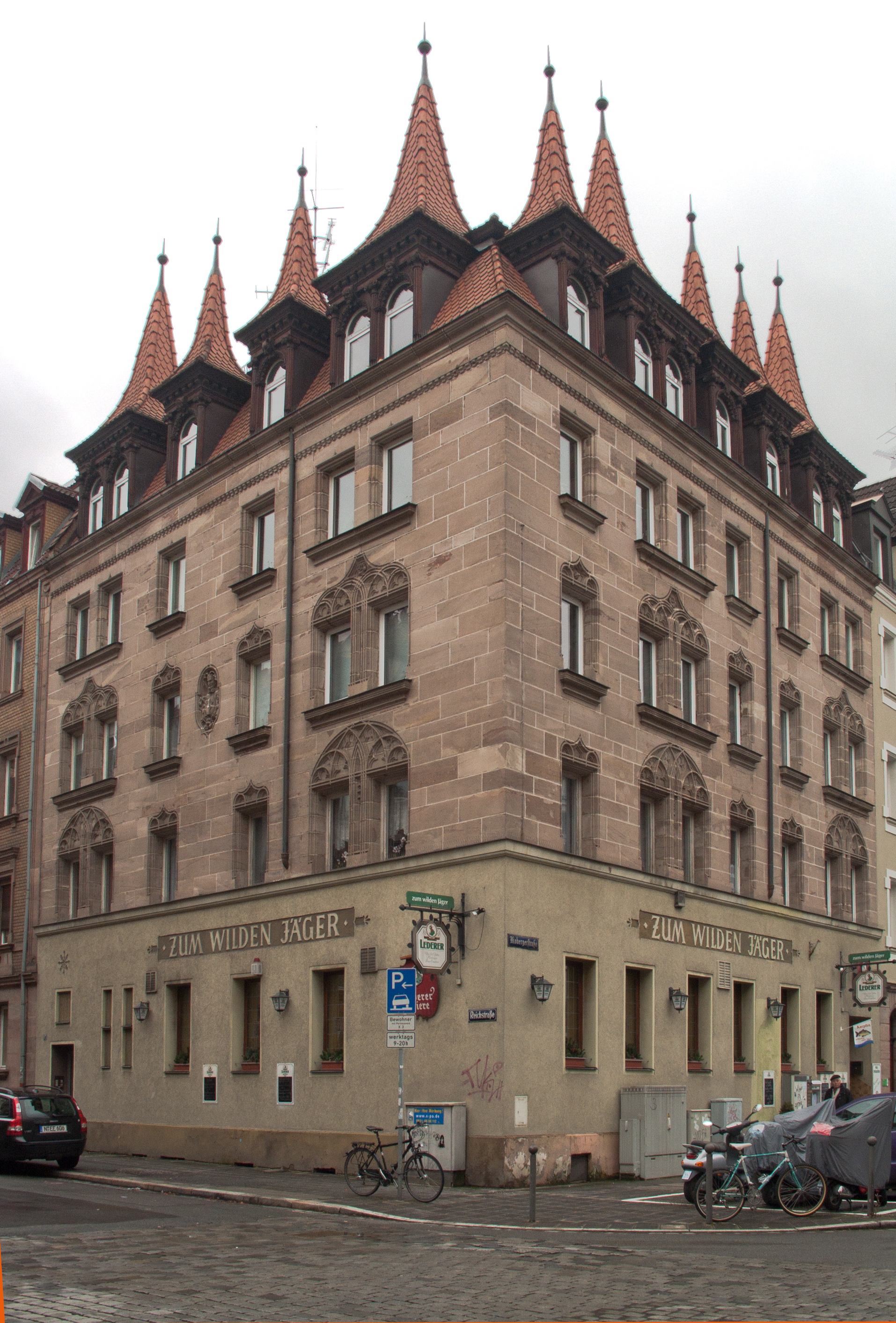
„Zum Wilden Jäger“, Reichstraße 17, mit zahlreichen regionaltypischen Spitzgauben

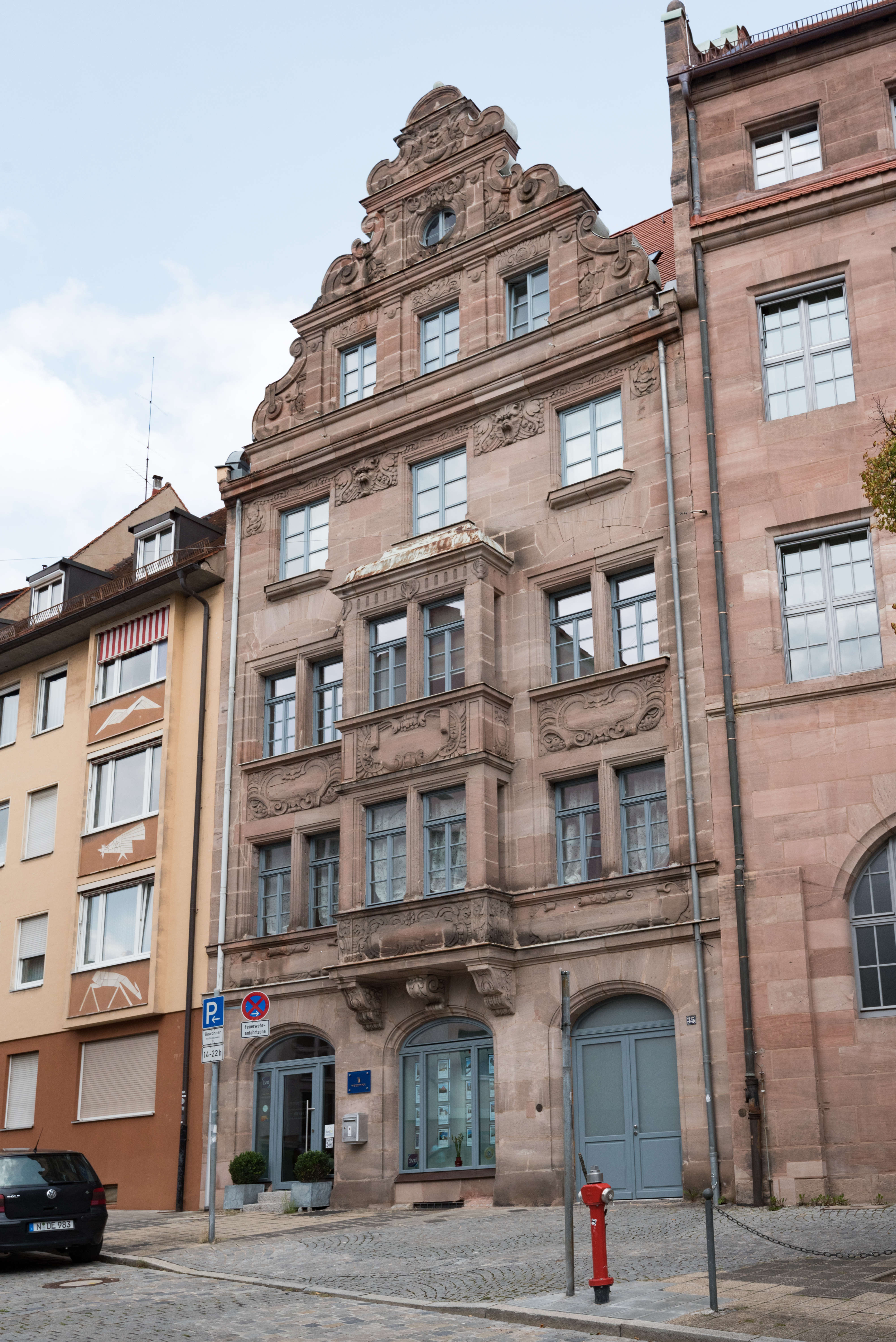
Paniersplatz 35 in St. Sebald, Sandsteinchörlein, Zwerchgiebel mit C-Voluten, um 1905

Die dem Nürnberger Stil zuzurechnenden Bauten wurden nahezu ausschließlich in gelblichen oder rötlichem Sandstein als vorherrschendem Fassadenmaterial ausgeführt. Sie weisen meist regelmäßig gegliederte ornamentierte Fassaden mit stehenden Fensterformaten und vertikaler Betonung auf. Es werden bevorzugt Ornamente der Spätgotik und der Frührenaissance, meist in steinmetzartiger Ausformung, oft mit aufwändigen Natursteinwerkstücken verwendet. Häufig sind beide Stilrichtungen im Sinne eines Übergangsstils vermischt, etwa gotisierende Maßwerke in Brüstungsfeldern unterhalb der Fenster und Renaissancegesimse. Die Fassaden sind häufig durch Erker, ein- bis dreigeschossig, akzentuiert, die Dächer – in Entsprechung der traditionellen Dachlandschaft – steil ausgeführt.
Applikationen im Sinne des Nürnberger Stils halten sich, als reine Fassadendekoration, dann auch im Mietwohnungsgeschossbau in Arbeitervierteln bis etwa 1920.

## Architekten
- Gustav von Bezold
- August von Essenwein
- Karl Hammer
- Carl Alexander Heideloff
- Theodor von Kramer
- Hans Pylipp
- Georg Richter
- Josef Schmitz
- Conradin Walther

## Beispiele

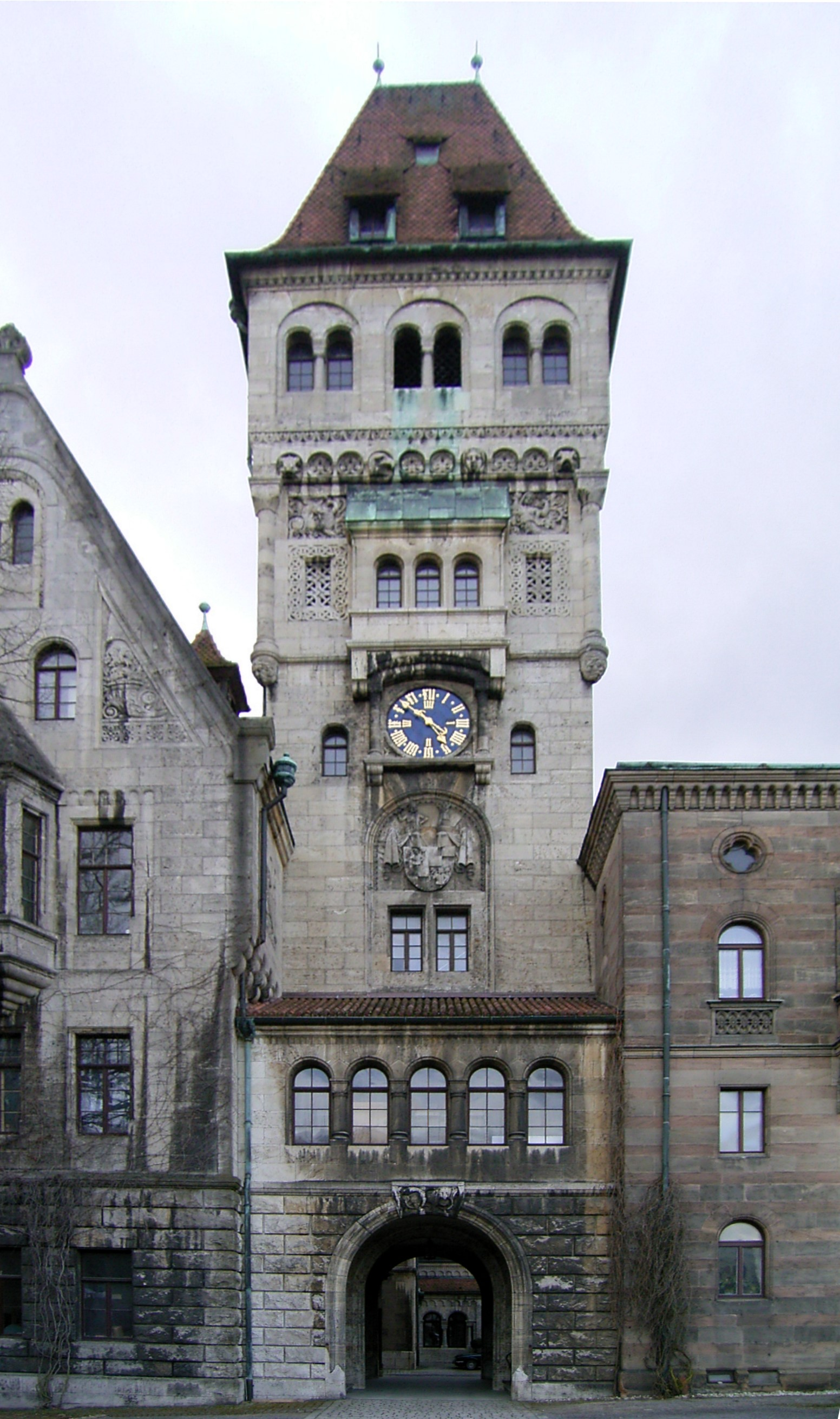
Turm am Faberschloss

- Hotel Deutscher Kaiser, Königstraße 55 (1888/1889 von Konradin Walther)
- Rathauserweiterungsbau, Fünferplatz 5 (1897–1899 von Joseph Schmitz und Hans Pylipp)
- Schloss Stein/Faber-Castell-Schloss (1899 von Theodor von Kramer)
- Südwestbau des Germanischen Nationalmuseums (1898–1900 von Gustav von Bezold)
- Hausgruppe am Marientor (1890/1891 von Georg Richter)
- Hansa-Haus, Plärrer 2 (1893–1895 von K. Schultheiss)
- Wohn- und Geschäftshaus Pirckheimerstraße 44
- Häuserzeile Mühlstraße (7 Gebäude, darunter das "Deutsche Haus") in Tübingen (1900–1903 von Conradin Walther[2] u. a.)